# Scala Z

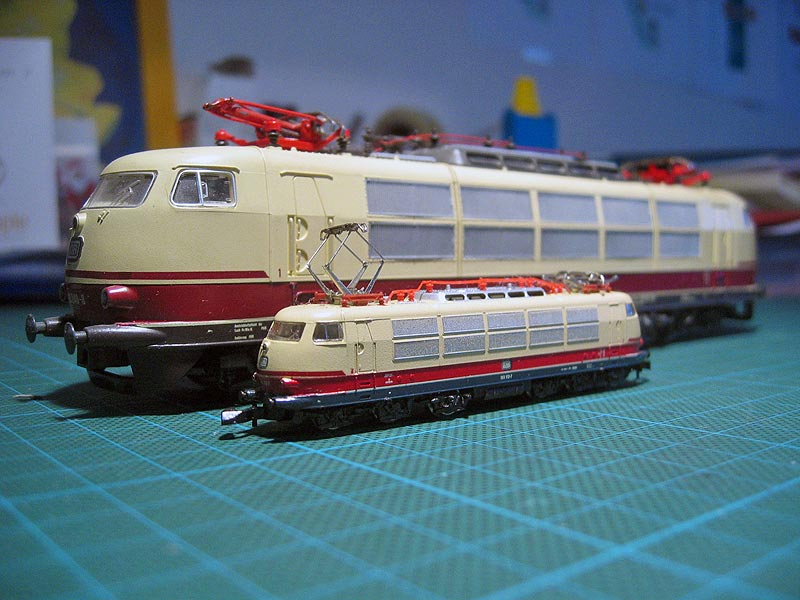
Un locomotore in scala H0 con accanto l'analogo modello in scala Z

Nel modellismo ferroviario la scala Z indica un rapporto di riduzione reale/modello 1:220. Lo scartamento è di 6,5 mm. Fu introdotta nel 1972, ad opera di Helmut Killian, ingegnere capo della casa tedesca Märklin. La lettera Z era stata scelta pensando che, nel futuro, non sarebbe stato possibile realizzare modelli commerciali più piccoli della Z. 
Ha avuto grande diffusione nei paesi di area germanica e negli Stati Uniti, mentre in Italia non ha riscosso molto successo, raccogliendo solo alcune centinaia di appassionati.
Essendo il materiale di questa scala molto piccolo, si possono costruire diorami completi in poco spazio, e persino nelle valigie.
A causa delle dimensioni ridotte, del peso ridotto delle locomotive, a volte sorgono problemi con i meccanismi delicati delle locomotive, in particolare la presenza di polveri e sporcizia sui binari che possono impedire la trasmissione di energia tra la ruota e rotaia. Una manutenzione accurata e corretta è necessaria per un funzionamento privo di problemi.
Il sistema di alimentazione è a due conduttori in corrente continua, alla tensione di 10 volt.
La produzione in scala Z, e la realizzazione di plastici da parte delle associazioni, è regolata dalle Norme NEM (Normen Europäischer Modellbahnen).

## I rotabili

### Produzione in Europa
La scala Z in Europa è prodotta principalmente dalla Märklin, che ha prodotto  una buona selezione di rotabili tedeschi, austriaci, svizzeri e americani, con pochi esempi di rotabili di altri paesi.
Recentemente, la francese AZAR Models ha messo in commercio un discreto numero di rotabili SNCF.
L'artigiano Freundereich (di nuova denominazione ATELIER BARKVIEREN) produce piccole serie di modelli principalmente Tedeschi, Austriaci, Scandinavi, Svizzeri ed Americani molto ricercati dai collezionisti. Non sono mancati rotabili FS di tipo F, Gbs e Eaos.
L'artigiano Italiano Zetna220 produce piccole serie di rotabili italiani e tedeschi.

### Produzione in America
La scala Z negli Stati Uniti è prodotta principalmente dalla American Z Lines (AZL) e dalla Micro Trains Lines (MTL).

### Produzione in Giappone
La  Rokuhan produce rotabili giapponesi, tedeschi e americani. Rokuhan produce anche gli shorty,  versioni ultra accorciate, caricaturali, di rotabili che possono circolare sui binari shorty.
La Tenshodo produce rotabili giapponesi.

### Il problema degli accoppiatori fra rotabili
I produttori americani ricorrono a ganci di tipo tra loro differente che imitano il knuckle coupling, e soprattutto assolutamente incompatibili con il gancio soprannominato "fishhook" (lett. ‘amo da pesca’), inventato e utilizzato da Märklin per tutti i suoi modelli, e diffuso anche tra i piccoli produttori europei. Micro Trains Lines fornisce kit per l'adattamento di rotabili originalmente con accoppiamento Märklin al knuckle coupling americano.
La giapponese Rokuhan utilizza una versione rimpicciolita del gancio Arnold Rapido (lo standard della scala N). Tuttavia fornisce ricambi per sostituire facilmente questo gancio con ganci compatibili Märklin o knuckle coupling.

### Scala Z italiana
Sebbene la stragrande maggioranza dei modelli industriali riproducano materiale rotabile tedesco, svizzero, statunitense o giapponese, esiste la possibilità di mettere insieme una discreta collezione di modelli italiani in scala Z. Ciò è possibile perché:
1. esistono anche alcuni modelli di mezzi italiani fra i modelli industriali;
2. ci sono poi modelli italiani che possono essere ricavati da corrispettivi modelli tedeschi;
3. alcuni piccoli produttori artigianali forniscono modelli italiani in piccola serie;
4. infine esistono molti modelli che possono essere costruiti a partire da scocche, telai e parti prodotte con la tecnologia di stampa 3D.

Un articolo sul sito Scalaenne indica lo stato della disponibilità nel 2018 di modelli italiani nelle categorie 1, 2, 3, 4.

## I binari
I binari della scala Z sono prodotti dalla Märklin, senza massicciata, con il binario flessibile e dal 2014 anche con le traversine di color cemento.
L'ovale base, ossia di minor ingombro per un impianto minimo, è composto da 4 elementi del minor raggio (145 mm.) più 2 elementi diritti (110 mm.), e misura all'incirca 40 × 30 cm..
Anche la giapponese Rokuhan produce un completo sistema di binari con massicciata e raggi variabili. Con la sua speciale serie denominata Z-Shorty è possibile allestire il più piccolo ovale realizzabile con materiale commerciale, di 165 mm × 105 mm, costituito da elementi tecnicamente ed esteticamente compatibili con il resto della sua produzione. Tuttavia sui binari shorty in generale possono circolare rotabili shorty.
La britannica PECO produce solamente un  binario flessibile.
L'artigiano Eckhard König produce binari e scambi di eccezionale realismo con binari CODE 40.
Esistono anche altri binari, come quelli della Micro Trains Lines, prodotti con massicciata e con l'ovale base di 56 x 36 cm circa.
La statunitense Atlas Model Railroad Co. produce un sistema di binari elementare, composto da binario flessibile, deviatoi destro e sinistro, e incrocio a 19°.
Esiste anche Fast Track, che produce componenti e dime per costruire binari in scala Z.
I binari Märklin, Rokuhan e PECO riproducono la spaziatura delle traverse in uso in Europa. I binari Microtrains, Atlas e Fast Track, riproducono invece la spaziatura di traverse Americana (più corta di quella Europea).
I binari Märklin, Rokuhan, PECO Microtrains e Atlas usano binari CODE 55/60.
Le norme internazionali MOROP codificano anche un unico tipo di binario Z per lo scartamento ridotto, quello metrico, da intendersi pari a 4,5 mm. Di questo binario non esiste ancora alcuna produzione commerciale, ma costituisce uno standard per gli appassionati delle autocostruzioni.

## Modelli Statici
La De-Agostini modelspace UK ha creato una collezione di modelli statici di treni in scala Z. La collezione chiamata Legendary Trains ha anche contenuto una versione semplificata e ridotta a 3 vetture del Settebello.